# Омон, Тина
Тина Омон (фр. Tina Aumont, 14 февраля 1946 — 28 октября 2006) — французская актриса.

## Биография
Мария Кристина Омон родилась в Голливуде в семье актёров Жана-Пьера Омона и Марии Монтес, её дядей (по отцу) был французский кинорежиссёр Франсуа Вилье, она (по мужу) — тётка актрисы Мари Трентиньян. В пятилетнем возрасте потеряла мать, через пять лет отец женился во второй раз.
В 1963 году, в возрасте 16 лет, Мария Кристина вышла замуж за актёра, режиссёра и продюсера Кристиана Маркана (брата Надин Трентиньян), он был на 20 лет старше её; из его фильмов наиболее известна «Сладкоежка» 1968 года по одноимённому роману Терри Саузерна.
В 1966 году состоялся дебют Марии Кристины в кино, под именем Тина Маркан, в фильме Джозефа Лоузи «Модести Блейз», в том же году она появилась в фильме Роже Вадима «Добыча» (её муж давно дружил с режиссёром). Позже она снималась у многих итальянских, а также французских и американских мастеров, таких как Альберто Сорди (Scusi, lei è favorevole o contrario?, 1966), Бернардо Бертолуччи («Партнёр», 1968), Тинто Брасс («Вопль», 1968 и «Салон Китти», 1976), Альберто Латтуада («Белый, красный и…», 1972), Мауро Болоньини («Дела приличных людей», 1974), Роберто Росселини («Мессия», 1975), Франческо Рози («Сиятельные трупы», 1976), Федерико Феллини («Казанова Федерико Феллини», 1976), Винсент Миннелли, Филипп Гаррель.
В 2000 году оставила съёмки в кино. Позже ей был поставлен диагноз лёгочной эмболии, и 28 октября 2006 года она умерла в южном французском городке Пор-Вандр.

## Избранная фильмография
- Сиротки-вампиры (1997)
- Казанова Федерико Феллини (1976) — Анриетта
- Дело времени (1976) — Валентина
- Салон Китти (1976) — Герта Валленберг
- Сиятельные трупы (1976) — проститутка
- Обнаженная Принцесса (1976) — Глэдис
- Мессия (1975) — прелюбодейка
- Прекрасная нимфа (1975)
- Высокое уединение (1974) —
- Дела приличных людей (1974) — Роза Бонетти
- Торсо (1973) — Даниэла
- Коварство (1973) — Лучана
- Белый, красный и… (1972) — сеньора Риччи
- Детство, призвание и первые опыты Джакомо Казановы, венецианца (1969) — Марселла
- Алиби (1969) — Филли
- Девственное ложе (1969) — узница
- Сатирикон (1969) — Киркея
- Партнер (1968) — продавщица
- Мужчина, гордость, месть (1968) — Кармен
- Техас за рекой (1966) — Лонетта
- Добыча (1966) — Анна Серне
- Модести Блейз (1966) — Николетта